# Fontezuelas
Fontezuelas es una localidad de México, localizada en el municipio de Metztitlán en el estado de Hidalgo.

## Geografía
Se encuentra en la región geográfica de la Sierra Baja; a la localidad le corresponden las coordenadas geográficas 20° 29’ 20.963” de latitud norte y 98° 52’ 25.182” de longitud oeste, con una altitud de 2035 m s. n. m. Cuenta con un clima semiseco templado.
En cuanto a fisiografía se encuentra en la provincia de la Sierra Madre Oriental, dentro de la subprovincia del Carso Huasteco; su terreno es de sierra. En lo que respecta a la hidrografía se encuentra posicionado en la región del Pánuco, dentro de la cuenca el río Moctezuma, y en la subcuenca del río Amajac.

## Demografía
En 2020 registró una población de 1072 personas, lo que corresponde al 5.11 % de la población municipal. De los cuales 445 son hombres y 526 son mujeres.
| Gráfica de evolución demográfica de Fontezuelas entre 1900 y 2020 |
|                                                                   |
| Población registrada por los censos y conteos del INEGI.          |